# Dwain Esper
Dwain Esper (7 ottobre 1892 – 18 ottobre 1982) è stato un regista e produttore cinematografico statunitense di film cosiddetti "d'exploitation".

## Biografia
Alcuni suoi film sono stati scritti da sua moglie, Hildegarde Stadie (1895-1993), da cui ebbe due figli, Dwain Jr. e Millicent.

## Filmografia

### Regista
- Sinister Harvest (1930)
- The Seventh Commandment, co-regia James P. Hogan (1932)

o Sins of Love (USA: reissue title)
o The 7th Commandment (USA: poster title)
- Narcotic (1933)

o Narcotic Racket (USA: reissue title)
o Narcotic! (USA: promotional title)
o Narcotic: As Interpreted by Dwain Esper (USA: closing credits title)
- Maniac (1934)

o Sex Maniac
- Modern Motherhood (1934)
- Marihuana (1936)

o Marihuana, the Devil's Weed
o Marihuana, the Weed with Roots in Hell!
- How to Undress in Front of Your Husband (1937)
- Sex Madness (1938)

o Human Wreckage (USA: reissue title)
o They Must Be Told (USA: reissue title)
- Curse of the Ubangi (1946)
- Will It Happen Again? (1948)

o Love Life of Adolph Hitler (USA: reissue title)
o The Strange Love Life of Adolf Hitler (USA: reissue title)
o The Strange Loves of Adolf Hitler (USA: reissue title)

### Produttore
Esclusi i film da lui anche diretti.
- How to Take a Bath (1937)
- Angkor (1935)

o Beyond Shanghai (UK)
o Forbidden Adventure (USA: informal reissue title)
o Forbidden Adventure in Angkor (USA: reissue title)

#### Riedizioni
- Reefer Madness
- Hell-A-Vision

o Hell-O-Vision (USA)
- Man's Way with Women
- Freaks (uncredited) as Forbidden Love, and later Natures Mistakes with Sam Alexander providing a live appearance with some disfigured members of his 'troupe'.
- Cain: Aventures des mers exotiques

o Cain